# Futha
Futha es el segundo álbum de estudio de la banda Heilung. Salió a la venta el 28 de junio de 2019 bajo el sello discográfico Season of Mist. El estilo se caracteriza por evocar un aspecto más «femenino» en contraposición al anterior álbum de estudio Ofnir, de 2015, más centrado en temas «masculinos» y de guerra. La canción «Norupo» cuenta con un video musical y ganó por empate la categoría Música tradicional global de Premios de música independiente (IMA).

## Contenido
El nombre se debe a que Futha es la conjunción de las primeras cuatro letras del alfabeto rúnico (en orden Fehu, Ur, Thurs, Ansuz), que suelen iniciar inscripciones en lenguas germánicas halladas en artefactos antiguos. Aparece a su vez en un bracteato de oro fabricado entre los años 500-530 a. C. y hallado en Escania, Suecia; mientras que su interpretación no es clara, la banda asume que grabar el inicio del alfabeto guarda «gran significado».
Se tardó tres años en concluirlo y simbólicamente el álbum es la contraparte «femenina» de su antecesor Ofnir, el cual presentaba un estilo más «masculino, áspero y bélico» de acuerdo con Kai Uwe Faust, cantante y compositor. El trío comentó que el vocablo Futha sostiene el significado de la fertilidad y el género femenino, y comentaron «como Ofnir se concentraba en la guerra y nociones masculinas, el gran poder sanador de la fuerza salvaje femenina es evocado en Futha. Aquellos que hayan estado presentes en un nacimiento o han visto a una leona cazando conocen el espíritu, y lo recibimos y abrazamos en los sonidos que nacieron en la creación (del álbum)».

Los menhires de Monteneuf, Francia, fueron la locación del video musical de «Norupo».

El álbum se caracteriza por el rol de Maria Franz, vocalista de la banda, la adición de coristas femeninas y la presencia en las letras de encantamientos y bendiciones de poesía islandesa, originalmente recitadas por mujeres en la antigüedad. La obra presenta mantras, diálogos, y los ritmos predominantes de percusión son «tribales» como en las canciones «Othan» y «Elddansurin». Estas últimas hacen uso de efectos de reverberación y bajos descritos por Metal Hammer como «tecno y ominosos». «Traust» inicia con el sonido de campanas y continúa con secuencias de «zumbidos oscilantes» que culmina en una progresión de cuerdas «gótica». «Galgaldr» se basa en las profecías del Ragnarök del poema «Völuspá», recogido en la Edda poética y en la interpretación en vivo de esta canción se utiliza un amuleto proveniente de Högstena con la inscripción futh, interpretado como «poder sanador de la mujer» y cuyo significado el trío relaciona a cualidades mágicas y a los genitales femeninos. «Vapnatak» emula el sonido de un combate antiguo en la lluvia. «Elivagar» presenta susurros y gruñidos «ásperos» con el sonido de las grietas que se forman en el hielo y cierra «Hamrer Hippyer», la más larga del repertorio cuya letra toma fragmentos de los encantamientos de Merseburg.
El corte «Norupo» cuenta con su propio video musical grabado en los menhires de Monteneuf, Francia; la edición tiene tomas aéreas y en la locación se observan los monolitos de piedra junto a runas inscriptas en el suelo y el bosque circundante. La lírica versa sobre el balance de los espíritus masculinos y femeninos, la resiliencia, la naturaleza y la abundancia. Se basa en un poema rúnico futhark en nórdico antiguo, hablado por los pueblos germánicos del norte, y preservado en un texto del siglo XVII sobre un manuscrito perdido del siglo XIII. Tanto «Othan» como «Hamrer Hippyer» habían sido registradas previamente en el álbum en directo Lifa, de 2017.
El arte gráfico y merchandising que acompaña al álbum toma inspiración de la figura del dios celta Cernunnos.

## Crítica y recepción
Luke Morton para la revista Kerrang! comentó que el género de Futha corresponde más a la música global que el rock, y en líneas generales dijo que es una «experiencia inmersiva».  Jessica Howkins de Distorted Sounds Magazine le dio la máxima calificación y describió que existe una «energía masculina (...), pero que es pasiva a lo femenino». Metal Hammer afirmó que no es apto para oyentes con periodos cortos de atención destacó como el álbum retrata «como una instantánea» el estilo de la banda en los shows en vivo. Dargedik.com enlistó los elementos principales del álbum, una musicalización «minimalista» con preponderancia de tambores, estilos de canto canto guturales, susurrantes y una narrativa donde predominaba las voces femeninas.
«Galgaldr» se utilizó en el avance del videojuego  VII: “Wolves of Ragnarok de la franquicia Conquerer’s Blade. «Norupo» ganó por empate la categoría de Música tradicional mundial en la decimoctava edición de los Premios de música independiente (IMA).

## Posicionamiento en listas
| País              | Lista                      | Mejor posición |
| ----------------- | -------------------------- | -------------- |
| Alemania          | Offizielle Deutsche Charts | 37             |
| Austria           | Ö3 Austria Top 40          | 50             |
| Bélgica (Flandes) | Ultratop 50                | 195            |
| Bélgica (Valonia) | (Ultratop Singles)         | 158            |
| Estados Unidos    | Billboard World Albums     | 4              |
| Francia           | SNEP                       | 200            |
| Suiza             | Schweizer Hitparade        | 52             |

## Canciones

### Lista de canciones
Todas las canciones escritas y compuestas por Heilung. 
| Futha |                  |          |  |
| N.º   | Título           | Duración |  |
| 1.    | «Galgaldr»       | 10:25    |  |
| 2.    | «Norupo»         | 4:17     |  |
| 3.    | «Othan»          | 10:18    |  |
| 4.    | «Traust»         | 9:48     |  |
| 5.    | «Vapnatak»       | 4:02     |  |
| 6.    | «Svanrand»       | 3:36     |  |
| 7.    | «Elivagar»       | 8:44     |  |
| 8.    | «Elddansurin»    | 8:05     |  |
| 9.    | «Hamrer Hippyer» | 14:17    |  |
| 73:34 |                  |          |  |

### Personal
- Heilung
  - Christopher Juul: productor, multinstrumentista.
  - Kai Uwe Faust: voz principal, compositor.
  - Maria Franz: voz principal, compositora.
- Compañía discográfica: Season of Mist.

Fuentes 